# Myrmeciza griseiceps
Myrmeciza griseiceps là một loài chim trong họ Thamnophilidae.